# Bristol, Quận Dane, Wisconsin
Bristol là một thị trấn thuộc quận Dane, tiểu bang Wisconsin, Hoa Kỳ. Năm 2010, dân số của thị trấn này là 3.601 người.